# (21160) Saveriolombardi
(21160) Saveriolombardi est un astéroïde de la ceinture principale.

## Description
(21160) Saveriolombardi est un astéroïde de la ceinture principale. Il fut découvert le 10 octobre 1993 à Stroncone par Antonio Vagnozzi. Il présente une orbite caractérisée par un demi-grand axe de 3,02 UA, une excentricité de 0,05 et une inclinaison de 9,7° par rapport à l'écliptique.